# Hương Sơn (thị trấn)
Hương Sơn là thị trấn huyện lỵ của huyện Phú Bình, tỉnh Thái Nguyên, Việt Nam.

## Địa lý
Thị trấn Hương Sơn nằm gần vị trí trung tâm của huyện Phú Bình, có vị trí địa lý:
- Phía đông giáp xã Lương Phú và xã Tân Hòa
- Phía tây giáp xã Xuân Phương
- Phía nam giáp xã Kha Sơn
- Phía bắc giáp xã Tân Kim.

Thị trấn Hương Sơn có diện tích 9,78 km², dân số năm 2003 là 7.910 người, mật độ dân số đạt 808 người/km².
Trên địa bàn thị trấn có hệ thống kênh đào nhân tạo nối giữa sông Cầu và sông Thương (còn được gọi là sông Máng). Quốc lộ 37 chạy qua phía tây nam của thị trấn Hương Sơn.

## Lịch sử
Dưới thời nhà Nguyễn, địa bàn thị trấn Hương Sơn ngày nay thuộc tổng La Đình, huyện Tư Nông, phủ Phú Bình, châu Thái Nguyên (sau này vua Tự Đức đổi tên châu Thái Nguyên thành tỉnh Thái Nguyên).
Sau Cách mạng Tháng Tám, La Đình là một xã thuộc huyện Phú Bình. Sau năm 1953, xã La Đình được chia thành ba xã: Cấp Tiến (nay là xã Kha Sơn), Hương Sơn và Xuân Phương.
Năm 1989, một phần diện tích và dân số của xã Hương Sơn được tách ra để thành lập thị trấn Úc Sơn, thị trấn huyện lỵ huyện Phú Bình.
Ngày 13 tháng 6 năm 2003, Chính phủ ban hành Nghị định 68/2003/NĐ-CP. Theo đó, thành lập thị trấn Hương Sơn trên cơ sở sáp nhập toàn bộ diện tích và dân số của thị trấn Úc Sơn và xã Hương Sơn.
Sau khi thành lập, thị trấn Hương Sơn có 978,49 ha diện tích tự nhiên, dân số là 7.910 người.
Đến năm 2019, thị trấn Hương Sơn được chia thành 19 tổ dân phố: 1, 2, 3, 4, Tây, Giữa, Đông, La Sơn, Hoà Bình, Thơm, Nguyễn 1, Nguyễn 2, Mỹ Sơn, Thi Đua 1, Thi Đua 2, Quyết Tiến 1, Quyết Tiến 2, Đoàn Kết, Úc Sơn.
Ngày 11 tháng 12 năm 2019, sáp nhập hai tổ dân phố Giữa và Tây thành tổ dân phố Đình Cả 1, đổi tên tổ dân phố Đông thành tổ dân phố Đình Cả 2, sáp nhập hai tổ dân phố Thi Đua 1 và Thi Đua 2 thành tổ dân phố Thi Đua.

## Hành chính

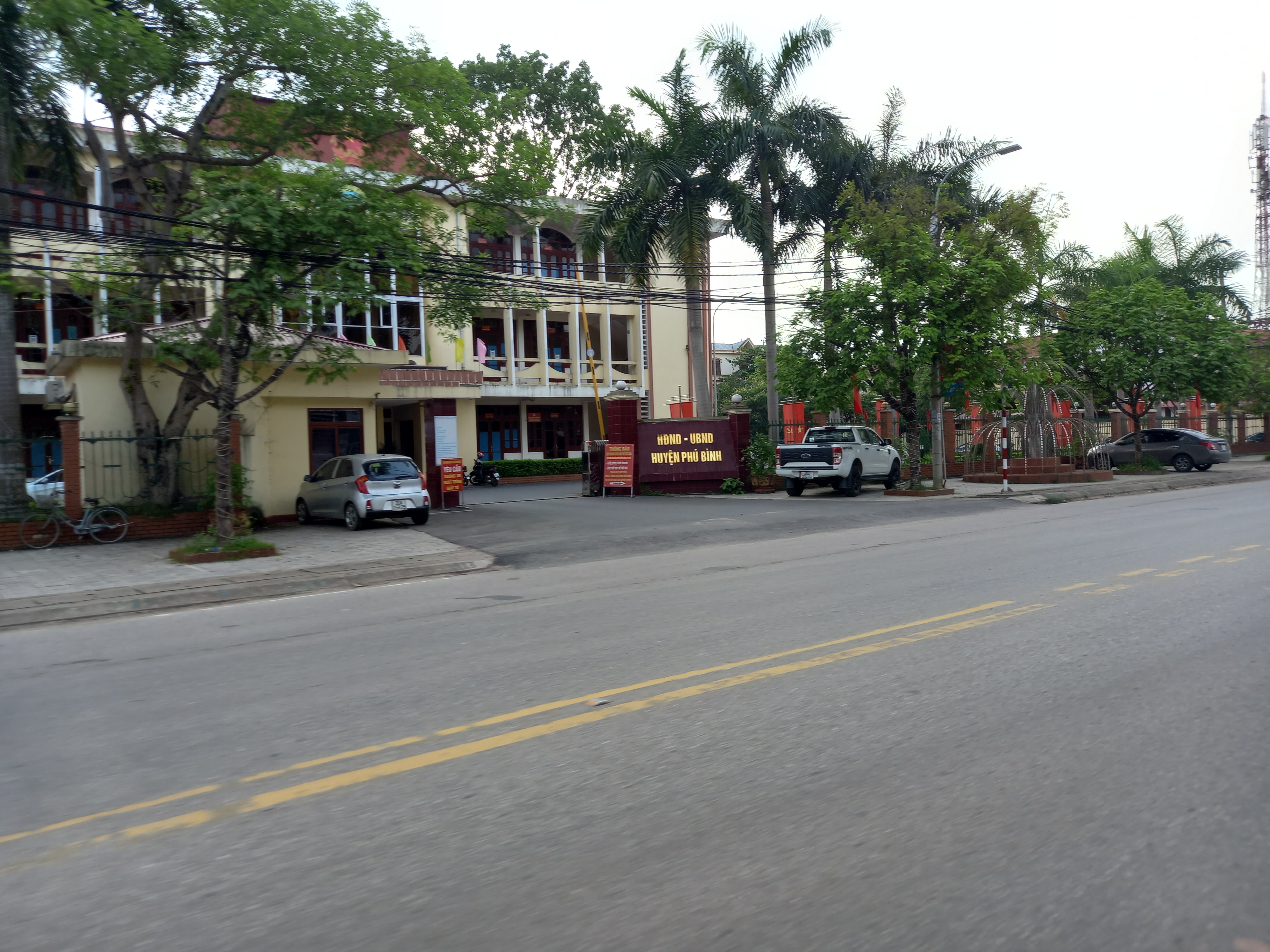
UBND huyện Phú Bình đóng trên địa bàn thị trấn

Thị trấn Hương Sơn được chia thành 17 tổ dân phố: 1, 2, 3, 4, Đình Cả 1, Đình Cả 2, Đoàn Kết, Hoà Bình, La Sơn, Mỹ Sơn, Nguyễn 1, Nguyễn 2, Quyết Tiến 1, Quyết Tiến 2, Thi Đua, Thơm, Úc Sơn.